# Eustroma reticulata
Eustroma reticulata là một loài bướm đêm trong họ Geometridae.